# Anna Creek Station

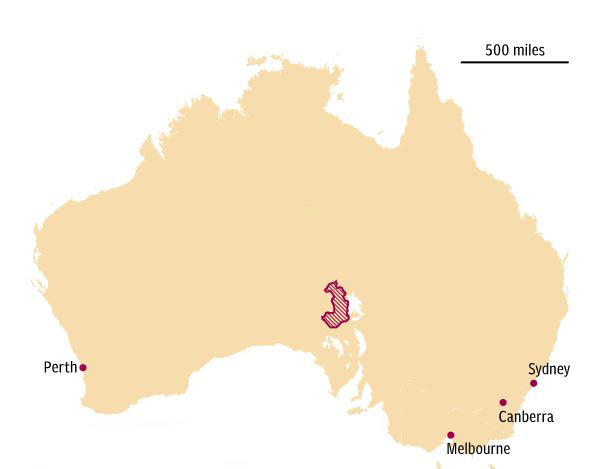
Markiertes Gebiet der Anna Creek Station

Anna Creek Station ist die größte Rinderranch der Welt. Sie liegt im australischen Bundesstaat South Australia und umfasst 23.677 km² (zum Vergleich: dies entspricht etwa der Fläche Mecklenburg-Vorpommerns, Slowenien hat 20.273 km², Belgien 30.528 km²), womit sie um ein Vielfaches größer als die größte Ranch der USA ist.
Ursprünglich 1863 als Schafranch gegründet, wurde kurze Zeit später der Betrieb auf Rinderzucht umgestellt, da sich diese Tiere als resistenter gegen Angriffe von Dingos erwiesen. Eigentümer ist die von Sidney Kidman gegründete S. Kidman & Co., ein Unternehmen, das auch noch andere Farmen besitzt. Anna Creek Station ist Sitz der zentralen Verwaltung aller Aktivitäten dieses Unternehmens, das mit insgesamt 11 Millionen Hektar Land und 170.000 Rindern einer der größten landwirtschaftlichen Betriebe der Welt ist.
| Zeitpunkt      | Rinder | Mitarbeiter | Quelle |
| -------------- | ------ | ----------- | ------ |
| September 2002 | 16.000 | ?           | [ 5 ]  |
| Mai 2003       | 16.500 | 19          | [ 6 ]  |
| Juli 2005      | 13.000 | ?           | [ 7 ]  |
| November 2006  | 4.000  | ?           | [ 8 ]  |
| Juni 2008      | 1.500  | 8           | [ 9 ]  |
| August 2012    | 17.000 | 17          | [ 10 ] |

Da die Ranch in einem sehr trockenen Gebiet liegt, können bereits geringe Schwankungen des jährlichen Niederschlages große Auswirkungen haben. Die Anzahl der dort gehaltenen Rinder variiert daher von Jahr zu Jahr stark. Nach viel Regen können bis zu 18.000 Rinder auf ihr leben, in Zeiten von großer Dürre kann es dagegen passieren, dass der Betrieb sogar ganz eingestellt werden muss. Mit der Anzahl der Tiere ändert sich auch die Anzahl der beschäftigten Personen. August 2012 arbeiteten 17 Personen auf der Ranch.
Im Dezember 2016 übernahm die Williams Cattle Company die Ranch für schätzungsweise 16 Millionen australische Dollar. Zuvor soll sie zum mit 110.000 Quadratkilometern Fläche größten zusammenhängenden Grundstück in Privatbesitz gehört haben.
Zur Ranch gehören auch die Anna Creek Painted Hills, deren Existenz lange geheim gehalten wurde und die bis heute nicht betreten werden dürfen. Lediglich das Überfliegen ist erlaubt.